# Vlasi
Vlasi (Rumâni, Rumîńi, Români, Rumâri, Armăni, Arumunji, Aromuni) su skupni naziv za više manjih srodnih etničkih grupa iz jugoistočne Europe, potomke rimskih kolonista i romaniziranih domaćih antičkih naroda poput Ilira i Tračana. Nastanjuju teritorije jugoistočne Rumunjske, istočne Srbije, dijelove Makedonije, sjeverne Grčke i sjeveroistočne Albanije, BiH i Hrvatske. Glavne grupe Vlaha su Cincari, Meglenski Vlasi, Ćići, Vlasi (Bufani, Carani, Ungurjani), Morlaci, i drugi.
Na velikom dijelu nekadašnjeg etničkog područja, Vlasi su se tijekom stoljeća posve asimilirali među Srbe, Hrvate i druge etničke grupe, te je termin "Vlasi" u Dalmaciji i Istri s vremenom postao naziv za Hrvate koji žive u ruralnom području dalje od mora (i u kojemu je nekada bilo Vlaha koji su se s vremenom asimilirali s Hrvatima), a u preostalom dijelu Hrvatske se termin "Vlasi" koristi kao sinonim za lokalne Srbe (u koju se etničku zajednicu tijekom stoljeća asimiliralo dosta Vlaha).

## Porijeklo
Sama riječ Arumunji, Aromuni, i slično označava "Rimljanina". Na njihovim jezicima riječ za svoje narode je obično varijacija riječi Romanus. Vlasi su danas uglavnom pravoslavci. U prošlosti je bilo dosta i rimokatolika, uglavnom na područjima Dalmacije, ali ti su se asimilirali u Hrvate.
Naziv Vlah u hrvatski jezik ulazi kao verzija poljske riječi "Włochy" koja je označavala prije svega romanizirane Ilire te koji su se postupno romanizirali.
Naziv Vlah zadržava svoje značenje i kod ostalih naroda srednje Europe, tako danas u češkom i poljskom jeziku označava Talijane.
Podrijetlo im se ne može točno odrediti, dapače uobičajena pretpostavka je da se njihovo prisustvo na Balkanu općenito može vezati za romansko. Obilježava ih autarhičnost, zadržavanje poganskih vjerovanja i običaja do današnjih dana kao i prakticiranje određenih magijskih obreda. Gospodarski su okrenuti stočarstvu.
Vlasi su opskrbljivali i slijedili osmanlijsku vojsku, te su kao vrsta nomada sa svojom stokom uvijek bili u pokretu. Osmanlije su im davali udio plijena i postavljali ih na granice svojih osvajanja kao stražare i graničare na imanjima gdje su starosjedioci u ratnim pohodima pobijeni ili pobjegli.
Iako su Vlasi kršćani pravoslavci ili katolici ostaju jedan zaseban korpus. U današnjoj Rumunjskoj naprimjer ostaju dan danas Vlasi koji žive u Vlaškoj, sada Rumunjskoj, što znači zemlji koja govori romanski.

## Vlasi u Hrvatskoj
U Istri postoji još nekoliko vlaških sela kojima stanovnici govore rumunjski, tj. romanski.
S osmanlijskim osvajanjima Vlasi su se kretali prema zapadu i usred hrvatskog povijesnog teritorija došlo do naseljavanja na samom sjeverozapadu Osmanlijskog Carstva od Turaka naseljeni da im čuvaju granicu. S obzirom na to da su im Habsburgovci nudili i više novca da pređu na njihovu stranu i čuvaju s njihove strane granicu, oni su se selili i na kršćansku stranu jer kao nomadi i polunomadi nisu bili vezani uz zemlju, a stoku su vodili sa sobom. Da bi ih ipak čvrsto skrasili na svojoj strani Habsburgovci su im na štetu hrvatskog plemstva dodijelili 1630. privilegije Statuta Valachorum ("Vlaški statuti"), da bi stalno ostali s ove strane granice. Premda su Vlasi većinom bili pravoslavci Srpska pravoslavna crkva im je slala popove, koji su ih sredinom 19. stoljeća ostvarivanjem velikosrpskog programa srbizirali.
Vlaha je oduvijek bilo i u Srbiji, od kud su i na zapad krenuli zabilježeno je i u Dušanovom zakoniku. Tamo ih se točno razlikuje od Srba i ostalih.Iz dokumenata od 13. do 15. stoljeća vidljivo je da Srbi Vlahe, potomke starosjedilaca, doživljaju kao „druge“, različite od sebe.
Mirko Valentić u svojoj knjizi "O etničkom korijenu hrvatskih bosanskih Srba" govori o falsifikatima srpske historiografije:
Mile Bogović u recenziji spominje knjigu Marka Jačova (Spisi Tajnog Vatikanskog arhiva XVI-XVIII veka, SANU, Zbornik za istoriju, jezik i književnost srpskog naroda, Beograd 1983,):
Lovorka Čoralić u recenziji knjige Marka Jačova(Le guerre veneto-turche del XVII. secolo in Dalmazia, Atti e memorie della Società di storia patria, volume XX, Venezia 1991):
Primjer krivotvorenja a koji se nastavlja dalje koristiti u Srbijanskoj historiografiji je jedan od rijetkih spomena Srba u Hrvatskoj u ovom slučaju na Žumberku i Danijela Gavrilović sa Sveučilišta u Nišu koja kaže:
Dok u izvornom dokumentu a koji je javno dostupan stoji sljedeće:
Podatak o migraciji stanovništva u Slavoniju koje je prema Mirku Markoviću do početka 18 stoljeća Vlaško odnosno drugačije od Srpskog, stara pa i nova Srbijanska historiografija koristi podatak koji ustvari ne postoji, isti podatak prenose i neki strani povjesničari.
U ovom slučaju citat je iz knjige Dušana Lj. Kašića iz 1967, "Srbi i pravoslavlje u Slavoniji i sjevernoj Hrvatskoj" stranica 9.
Dok se u izvornom dokumentu govori: 
Sima Ćirković napominje da se zbog nesporazuma u staroj mađarskoj zbirci regesta ovaj broj koristio kao da se odnosi na stanovnike Srbije koji su se doselili u Mađarsku. Jovan Radonić je to iskoristio u svojoj kratkoj povijesti Srba u Ugarskoj objavljenoj na francuskom jeziku, odakle ga je preuzeo Konstantin Jireček, zatim Aleksa Ivić, a kasnije je ponovljeno bezbroj puta.

## Odnosi među narodima, asimilacija
Još u vrijeme Dušanovog carstva, Vlasi su bili izdvojena klasa na najnižim društvenim ljestvicama, o čemu svjedoči i pravilo iz Dušanovog zakonika: "Srbin da se u Vlahe ne ženi." Teški prirodni i gospodarski uvjeti nisu pogodovali širem naseljavanju Srba na krajnji istok današnje Srbije, dok je s druge strane autarhičnost samih Vlaha stoljećima sprječavala iste da se asimiliraju sa Srbima iz obližnjih srpskih gradova (Smederevo, Požarevac), no kasnije se to ipak dogodilo, te su se određeni Vlasi asimilirali sa Srbima, a određeni Srbi s Vlasima. Vlasi u Srbiji su bilingualni, te govore srpski i vlaški.
U današnjoj Makedoniji započela je njihova snažna emancipacija pa tako u nekim općinama u kojima su brojni imaju pravo na učenje vlaškog jezika u školama. Makedonski Vlasi dobro poznaju svoj jezik koji, kao predstavnik romanske grupe jezika, pokazuje srodnost s latinskim i talijanskim.
Zbog pripadnosti Srpskoj Pravoslavnoj Crkvi slavenizirani Vlasi su stekli srpsku nacionalnu svjesnost. Kao rezultat takve asimilacije stvorena su srpska područja među Hrvatima.
U negiranju vlaške etničke samosvojnosti važnu su ulogu imale Pravoslavne crkve raznih balkanskih naroda.

## Zanimljivosti
U priobalnim gradovima južne Hrvatske postoji određena vrsta tradicionalnog prijezira prema stanovništvu doseljenom iz Zagore. Štokavsko-ikavski stanovnici Zagore se nazivaju (pogrdno) Vlaji ili Vlasi. Također stanovnici pograničnih gradova u Dalmaciji (Imotski, Vrgorac i Metković) vlasima ili vlajima nazivaju stanovnike Hercegovine.
U Istri postoji među Hrvatima jezična podjela na Vlahe (hrvatsko stanovništvo u južnoj i zapadnoj Istri) i Bezake (Hrvate na području od Žminja do Pazina). Tako žitelji "Bezačije" govore, primjerice, "zač" i "ja", a na "Vlašiji" se govori, kao i u standardnom hrvatskom jeziku, "zašto" i "da". 
U poljskom jeziku Włochy znači Italija, odnostno Republika Włoska je – Republika Italija.

## Vlaške skupine
- Cincari
- Faršerioti, porijeklom iz općine Frashër u Albaniji. Od Karaguna se razlikuju po bijelom odijelu.
- Karaguni (Crnogunjci, Crnovunci), skupine Vlaha koje su dobile ime po odjelima od crnog sukna. Ne smiju se brkati s Karavlasima iz Srbije i Bosne koji govore rumunjski a pripadaju u Rome.
- Karakačani (Sarakačani)
- Kucovlasi (Šepavi Vlasi). Grčka; 100, 000. Podvrgnuti snažnoj grčkoj asimilaciji.
- Meglenski Vlasi (Megleno-rumunjski jezik) Grčka - 20.000. Makedonija - 10.000
- Morlaci (Morovlasi, Mavrovlasi)
  - Ćići (Ćiribirci, Istro-Rumunji, Istarski Vlasi) (Istrorumunjski jezik) Hrvatska - 1.200
- Vlasi (Srbija) - pod imenom Vlaha u Srbiji žive skupine poznate kao Bufani u području Majdanpeka, Carani (Ţărani) iz Bora, Negotina i Zaječara, Ungurjani (Ungureani) iz oblasti Homolje i Munćani (Munteni) u slivovima Porečke i Crne Reke.

### Knjige
- Zef Mirdita, Vlasi u historiografiji, Hrvatski institut za povijest, Zagreb, 2004., ISBN 953-6324-43-1
- Cvijić, Jovan, “Aromuni ili Cincari u zapadnoj Makedoniji”. Pregled, Sarajevo 1911.
- Kahl, Thede, “Čuvanje jezika, gubljenje identiteta. Meglenski Vlasi”. Srpska Akademija Nauka i Umetnosti, Balkanološki Institut: Skrivene manjine na Balkanu, Beograd, str. 135-145.
- Поповић, Д., “О Цинцарима”, Београд 1937.
- Weigand, Gustav, “Die Aromunen. Ethnographisch-philologisch-historische Untersuchungen über das Volk der sogenannten Makedo-Romanen oder Zinzaren”, Lajpcig 1898.

## Vanjske poveznice
- Nasljeđe Rima:Vlasi

Studije iz religije, magije i mitologije Vlaha istočne Srbije
- Vlaška mitološka pesma o poreklu zla
- Elementi titanomahije u vlaškim mitološkim pesmama
- Kult mrtvih kao osnova za određene religije Vlaha
- Nebeska tela i obred "marturija" u kultu mrtvih kod Vlaha
- Rajska sveća u vlaškom kultu mrtvih
- Magijska statistika i alibi - dva aspekta dugovečnosti magije kod Vlaha istočne Srbije
- Religija Vlaha, pristupljeno 13. siječnja 2022.

Izvorna muzika Vlaha istočne Srbije
- Poslednji orfeji Balkana